# Caenia amplicornis
Caenia amplicornis är en skalbaggsart som beskrevs av Leconte 1881. Caenia amplicornis ingår i släktet Caenia och familjen rödvingebaggar. Inga underarter finns listade i Catalogue of Life.